# William Grover-Williams
William Charles Frederick Grover-Williams (nacido William Charles Frederick Grover; 16 de enero de 1903 - febrero o marzo de 1945), también conocido como "W Williams", fue un piloto de carreras de Gran Premio británico. Durante la Segunda Guerra Mundial actuó como agente especial, trabajando para la Dirección de Operaciones Especiales (SOE) en Francia. Organizó y coordinó la red Chestnut. Fue capturado y ejecutado por los nazis. 

## Primeros años
Grover-Williams nació en Montrouge, Hauts-de-Seine, Francia, el 16 de enero de 1903. Era hijo de Hermance y de Frederick Grover, un criador de caballos inglés que se había establecido en Montrouge. Frederick conoció a una chica francesa, Hermance Dagan, y pronto se casaron. Su primer hijo fue Elizabeth, nacida en 1897. William tenía otros dos hermanos: Alice y Frederic. Siendo su padre inglés y de madre francesa, hablaba con fluidez tanto el francés como el inglés. 
Cuando William tenía once años, fue enviado a vivir con sus parientes de Hertfordshire, en el Reino Unido. Después de la Primera Guerra Mundial, Frederick Grover trasladó su familia a Montecarlo. Fue allí donde William desarrolló su fascinación por los automóviles, ya que el novio de su hermana le había enseñado a conducir un Rolls-Royce. Aprobó su examen de conducir mientras estaba en Mónaco y obtuvo una licencia. Aficionado a la mecánica y fascinado por los vehículos motorizados, a la edad de 15 años adquirió una motocicleta de la marca Indian, que se convirtió en su orgullo y principal diversión. Más adelante competiría en carreras de motos a principios de la década de 1920, aunque lo mantuvo en secreto ante su familia al adoptar el seudónimo de "W Williams".
En 1919, el retratista irlandés William Orpen se convirtió en el artista oficial de la Conferencia de Paz de París. Orpen compró un automóvil Rolls-Royce y contrató a Grover-Williams, que había regresado a París, como su chofer. En ese momento, Orpen tenía una amante llamada Yvonne Aupicq. Aupicq y Grover-Williams se hicieron buenos amigos, y después del final de la relación de Aupicq con Orpen, la pareja se casó en noviembre de 1929.

## Historial en las carreras

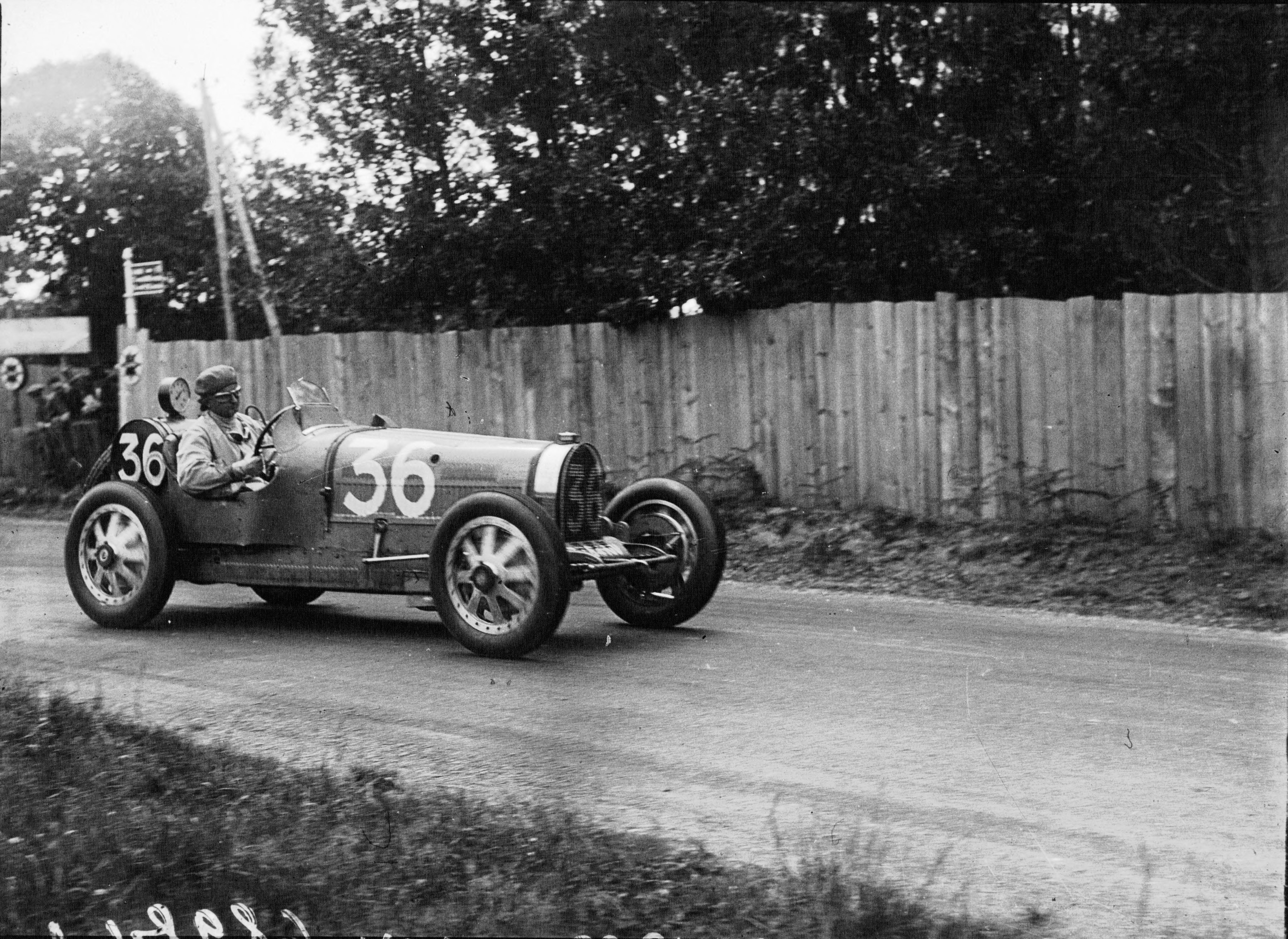
William Grover-Williams en Le Mans (1929), durante el Grand Prix ACF al volante de un Bugatti Type 35

En 1926, Grover-Williams había comenzado a competir con un Bugatti en Francia, utilizando el alias de "W Williams", participando en el Gran Premio de Provenza en Miramas y en el Rally de Montecarlo. En 1928 ganó el Gran Premio de Francia, repitiendo en 1929. Ese mismo año, conduciendo un Bugatti 35B, pintado con el color que llegaría a ser conocido como el "verde de carreras británico", ganó el Gran Premio de Mónaco inaugural venciendo al Mercedes del gran piloto alemán Rudolf Caracciola. 
Los ingresos obtenidos permitieron que el matrimonio mantuviera una casa en un distrito de moda de París y una residencia en la ciudad turística de La Baule, Países del Loira, en el Golfo de Vizcaya, sede de uno de los Grandes Premios anuales. En 1931, ganó el Gran Premio de Bélgica en Spa-Francorchamps. También ganó el Gran Premio de la Baule en tres años consecutivos (1931 a 1933). A partir de entonces su carrera se desvaneció y ya no estaba compitiendo a finales de la década de 1930. 

## Segunda Guerra Mundial
Tras la ocupación alemana de Francia en la Segunda Guerra Mundial, Grover-Williams huyó a Inglaterra, donde se unió al Cuerpo de Servicio del Ejército Real. Debido a su fluidez en francés e inglés, fue reclutado en la Dirección de Operaciones Especiales (SOE) para fomentar la resistencia francesa. Reclutó al piloto de carreras Robert Benoist y juntos trabajaron en la región de París para construir un exitoso círculo de contactos, formando celdas de sabotaje y comités de recepción en las operaciones de paracaidistas aliados. 
El 2 de agosto de 1943, Grover-Williams fue arrestado por el Sicherheitsdienst y sometido a largos interrogatorios antes de ser deportado a Berlín y luego ser internado en el campo de concentración de Sachsenhausen. 

## Muerte
Grover-Williams fue ejecutado en Sachsenhausen en la primavera de 1945, junto con el líder de la red SOE Francis Suttill.
Existe la teoría de que Grover-Williams sobrevivió a la guerra y vivió bajo una identidad secreta como "Georges Tambal", quien supuestamente vivió con la viuda de Grover-Williams durante muchos años, pero no hay evidencia de ello.

## Reconocimientos
- Grover-Williams figura inscrito en el Memorial Brookwood en Surrey, Inglaterra,[14] como uno de los agentes del SOE que murió por la liberación de Francia.

- También está incluido en el Rollo de Honor del Memorial del SOE de Valençay, en la ciudad francesa de Valençay.

- Fue propuesto para recibir la Orden del Imperio Británico por el jefe del SOE, mayor general Colin Gubbins, en septiembre de 1945, pero cuando quedó claro que había muerto, no se le pudo conceder.[15]

- The Saboteur, un videojuego de 2009, presenta a un protagonista irlandés llamado Sean Devlin inspirado en Grover-Williams.[16]

- Una estatua de Grover-Williams en su Bugatti Type 35 ganador del Gran Premio de Mónaco de 1929, se encuentra en la primera esquina del Circuito de Mónaco (Iglesia de Santa Devota).[17] La estatua se desplaza temporalmente un par de metros todos los años durante el Gran Premio de Mónaco, durante el Mónaco ePrix bianual y durante el Gran Premio Histórico de Mónaco.

## Palmarés

### Victorias en Grandes Premios
| Año  | Gran Premio              | Lugar             | Coche           | Informe |
| ---- | ------------------------ | ----------------- | --------------- | ------- |
| 1928 | Gran Premio de Francia   | Saint-Gaudens     | Bugatti Type 35 | Informe |
| 1929 | Gran Premio de Mónaco    | Monte Carlo       | Bugatti Type 35 | Informe |
| 1929 | Gran Premio de Francia   | Le Mans           | Bugatti Type 35 | Informe |
| 1931 | Gran Premio de Bélgica † | Spa-Francorchamps | Bugatti Type 51 | Informe |
| 1931 | Gran Premio de la Baule  | La Baule          | Bugatti Type 51 | Informe |
| 1932 | Gran Premio de la Baule  | La Baule          | Bugatti Type 51 | Informe |
| 1933 | Gran Premio de la Baule  | La Baule          | Bugatti Type 54 | Informe |

† Grover-Williams compartió coche con Caberto Conelli.

## Resultados

### Campeonato Europeo de Pilotos
(Clave) (negrita indica pole position) (cursiva indica vuelta rápida)
| Año  | Escudería               | 1     | 2        | 3      | 4   | Pos.  | Puntos |
| ---- | ----------------------- | ----- | -------- | ------ | --- | ----- | ------ |
| 1931 | Usines Bugatti          | ITA   | FRA Ret‡ | BEL 1‡ |     | 9.º=  | 14     |
| 1932 | William Grover-Williams | ITA   | FRA 6    | GER    |     | 9.º=  | 20     |
| 1936 | Bugatti                 | MON 9 | GER      | SUI    | ITA | 18.º= | 28     |

- † Automóvil compartido con Caberto Conelli.